# NGC 2346
NGC 2346 هي مجرة تتبع كوكبة وحيد القرن. اكتشفها ويليام هيرشل في 5 مارس 1790.
السديم مشرق وواضح ويبلغ قدره الظاهري 9.6 ،  وقد تمت دراسته على نطاق واسع. ومن أبرز خصائصه نجمه المركزي البارد بشكل غير عادي ، وهو ثنائي طيفي ، وشكله غير عادي.
السديم هو ثنائي القطب في الشكل ، بسرعات تدفق متواضعة تتراوح بين 8-11 كم / ثانية ، في حين أن المركز محاط بحزام متوسع من الغاز الجزيئي. تبلغ كثافة الإلكترونات في السديم 400 لكل سنتيمتر مكعب. تأين السديم هو نتيجة انبعاث الأشعة فوق البنفسجية من الرفيق الثنائي. يأتي انبعاث الأشعة تحت الحمراء الأقوى من انبعاثات الجزيئات من الحزام الذي يتمدد بمعدل 16 كم/ الثانية. تقدر كتلة الغاز الجزيئي في السديم في حدود 0.34-1.85 كتلة شمسية ، وهي أكبر بكثير من كتلة الغاز المتأين.
النجم المركزي هو نجم ثنائي يتكون من عملاق من النوع A ونجم شبه قزم من النوع O. النظام الثنائي الذي تبلغ مدته المدارية 16.00 ± 0.03 يوم ،  متغير أيضًا ، ربما بسبب الغبار في المدار حوله. يتم تسخين الغبار نفسه بواسطة النجم المركزي ، لذا فإن NGC 2346 ساطع بشكل غير عادي في جزء الأشعة تحت الحمراء من الطيف. عندما تطور أحد النجمين إلى عملاق أحمر فقد ابتلع رفيقه ، مما أدى إلى تجريد حلقة من المواد من الغلاف الجوي للنجم الأكبر. عندما انكشف قلب العملاق الأحمر ، قامت رياح نجمية سريعة بتضخيم "فقاعتين" على جانبي الحلقة.

## اقرأ أيضا
- سديم النفاثتين
- نجم المسدس

## صور
|

## روابط خارجية
- NGC 2346 على موقع ويكي سكاي: DSS2, SDSS, GALEX, IRAS, Hydrogen α, X-Ray, Astrophoto, Sky Map, Articles and images